# District de Mat

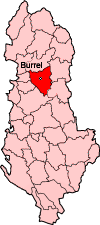

Le district albanais autonome de Mat est un district d'une superficie de 1 028 km2 pour 65 000 habitants. Il est voisin des districts albanais de Mirditë, Dibër, Bulqizë, Tirana et Krujë. La capitale est Burrel. Le district dépend de la préfecture de Dibër.